# Mitrofan (Ban)
Mitrofan, imię świeckie Marko Ban (ur. 15 marca 1841 w Glavatem, zm. 30 września 1920 w Cetyni) – serbski biskup prawosławny.

## Życiorys
Był synem Georgija i Anastasiji Banów. W wieku dwudziestu czterech lat złożył wieczyste śluby mnisze w monasterze Savina. Nie ukończył nauki w seminarium, jednak zdał egzaminy z teologii przed konsystorzem kotorskim, co uznano za równoznaczne z uzyskaniem dyplomu seminaryjnego. W 1865 został wyświęcony na hierodiakona przez biskupa Stefana (Kneževicia). W roku następnym został hieromnichem, zaś w 1867 został przełożonym monasteru Podlastve. W 1869, po spaleniu monasteru w czasie tłumienia serbskich wystąpień przeciwko poborowi do armii austriackiej, Mitrofan (Ban) przeniósł się do Czarnogóry. Za zgodą metropolity czarnogórskiego Hilariona został przełożonym monasteru Morača oraz nauczycielem prowadzonej przez niego szkoły. W 1870 otrzymał godność ihumena, zaś w 1877 – archimandryty. Książę czarnogórski Mikołaj nagrodził go natomiast medalem Obilicia za udział w obronie monasteru przed napadem tureckim oraz za udział w wyznaczaniu granicy turecko-czarnogórskiej w 1877.
W 1879 został przeniesiony do monasteru w Cetyni jako jego przełożony oraz sekretarz metropolity Hilariona, którą to funkcję spełniał do jego śmierci w 1882. Po śmierci hierarchy archimandryta Mitrofan był przez kilka miesięcy administratorem eparchii, do objęcia urzędu metropolity czarnogórskiego przez biskupa Wissariona (Ljubišę). Po jego śmierci w 1884 Mitrofan otrzymał nominację biskupią i przyjął chirotonię 18 kwietnia 1885 w soborze św. Izaaka w Petersburgu, w czasie uroczystych obchodów tysiąclecia działalności Świętych Cyryla i Metodego.
Mitrofan (Ban) sprawował urząd metropolity czarnogórskiego przez 35 lat. Szczególnie opiekował się szkołą nauczycielsko-teologiczną w Cetyni, dbał o remonty świątyni, w 1901 powołał do życia fundusz na rzecz wdów i sierot po prawosławnych duchownych, przyczynił się również do opracowania wewnętrznych regulaminów konsystorzy i Synodu (1904) oraz zasad działalności duchowieństwa parafialnego (1909). W latach 1906–1914 zasiadał w Zgromadzeniu Narodowym i Radzie Państwa Czarnogóry.
Uczestniczył w procesie ponownego włączenia metropolii czarnogórskiej w struktury Serbskiego Kościoła Prawosławnego po powstaniu Królestwa Serbów, Chorwatów i Słoweńców. Od maja 1919 do czerwca 1920 był przewodniczącym jego Soboru Biskupów. Zmarł w 1920 po chorobie.